# Rhysia
Rhysia ist eine marin lebende Gattung der Hydrozoen (Hydrozoa). Es ist die einzige Gattung der Familie Rhysiidae. Derzeit sind drei Arten bekannt.

## Merkmale
Die Hydroidpolypen sind sessil oder stolonal und polymorph; das heißt, es werden Wehr-, Fress- und Geschlechtspolypen differenziert. Das Hydrorhiza ist röhrenförmig und mit Perisarc eingehüllt. Der Fresspolyp ist säulenförmig und nackt. Er besitzt entweder einen Kranz filiformer Tentakeln oder einige wenige, dicke Tentakeln um den Mundelkegel mit einem Nesselzellenpolster. Wehrpolypen, wenn vorhanden, sind bis zur Spitze mit Perisarc eingehüllt. Die Gonaden ähneln Geschlechtspolypen, sie sind nur auf einer Seite des Körpers. Der männliche Geschlechtspolyp mit drei oder vier filiformen Tentakeln, der weibliche mit oder auch ohne Tentakeln. Er bildet sich in eine Sporensack-ähnliche Struktur um. Gonophoren oder Medusenknospen werden nicht ausgebildet. Das Endoderm bildet einen Kolben (Spadix), in dem ein Ei gebildet wird, das sich nach der Befruchtung in eine Planula-Larve entwickelt. Die Planula-Larve wird durch einen Riss im Spadix freigesetzt.

## Geographisches Vorkommen
Die drei Arten sind bisher vom Golf von Neapel (Mittelmeer) aus 50 m Tiefe, der Westküste Kanadas (British Columbia) (0,5 bis 20 m Tiefe) und der McMurdo Bay (Antarktis) (Tiefe nicht angegeben) nachgewiesen. Nachweise der Familie aus japanischen Gewässern sind fraglich.

## Systematik
Nach der "World Hydrozoa Database" beinhaltet die Familie lediglich eine Gattung mit drei Arten. Die Typusart der Gattung Rhysia ist Rhysia autumnalis:
- Rhysia Brinckmann, 1965
  - Rhysia autumnalis Brinckmann, 1965
  - Rhysia fletcheri Brinckmann-Voss, Lickey & Mills, 1993
  - Rhysia halecii (Hickson & Gravely, 1907)

### Online
- Hydrozoa Directory